# Groppenhof
Groppenhof ist ein Gemeindeteil des Marktes Dollnstein im oberbayerischen Landkreis Eichstätt im Naturpark Altmühltal.

## Geographie
Die Einöde von einem Wohnhaus und mehreren landwirtschaftlichen Gebäuden liegt circa 2,5 km südlich von Dollnstein auf circa 403 m ü. NHN im Wellheimer Trockental, an der Staatsstraße 2047.

## Ortsnamensdeutung
Der Ortsname wird gedeutet als Hof an einem „gruoba“, d. h. an einem Rinnsal, einer Grube.

## Geschichte
1417 ist der Groppenhof in einer Grenzbeschreibung der Grafschaft Graisbach zur Grafschaft Hirschberg hin erwähnt, lag also hart an der Grenze der beiden Grafschaften. Hier gab es eine Graisbacher Landgerichtsschranne, bei der unter offenem Himmel Gericht gehalten wurde. Der Galgen befand sich nordöstlich des Hofes und ist noch 1600 auf einer Karte auszumachen. Auf der Galgenhube, dem Groppenhof, saß der Fronbote, der den Galgen zu betreuen und im Exekutionsfall mit Wagen und Pferd zur Verfügung zu stehen hatte.
Als 1440 der Eichstätter Bischof Albert II. Dollnstein erwarb, gehörte zu dem neuen Besitz auch der Groppenhof, wie ein zehn Jahre später angelegtes Salbuch ausweist. Zu diesem Zeitpunkt lag der Hof, der demnach an das neu errichtete Pfleg- und Kastenamt Dollnstein zinste, allerdings öd. Auch am Ende des Alten Reiches, um 1800, waren die Herrschaftsverhältnisse noch die gleichen: Der Groppenhof zinste an das Pfleg- und Kastenamt Dollnstein, das auch die Dorf- und Gemeindeherrschaft über Ried und damit auch über den Groppenhof sowie die Hohe Gerichtsbarkeit ausübte.
Nach der Säkularisation des Hochstifts Eichstätt gehörte Groppenhof ab 1802 zum Kurfürstentum Bayern, ab 1803 zur Herrschaft des Erzherzogs Ferdinand III., Großherzog von Toskana und Kurfürst von Salzburg, und ab 1806 zum neuen Königreich Bayern und dort zur Gemeinde Haunsfeld des 1808 gebildeten Steuerdistrikts Dollnstein des dortigen Rentamtes. Dabei blieb es auch beim zweiten Gemeindeedikt von 1818. In leuchtenbergischer Zeit (1817–1833) erfolgte 1824 eine Trennung der beiden Orte Haunsfeld und Ried mit Groppenhof, die 1830 rückgängig gemacht wurde.
Die Volkszählung im Königreich Bayern am 1. Dezember 1875 erbrachte für den Groppenhof elf Einwohner, drei Gebäude, an Großvieh drei Pferde und 22 Stück Rindvieh.
Der 1906 begonnene Bau der Lokalbahn Dollnstein-Rennertshofen war bis Ende 1913 von Dollnstein bis Ried und bald darauf auch bis zum Groppenhof fortgeschritten; am 18. Mai 1916 wurde die gesamte Strecke dem Verkehr übergeben. Heute ist sie nach ihrer Stilllegung in den 1960er Jahren und dem Abbau der Schienen streckenweise zu einem Radweg umgestaltet – so auch die Trasse beim Groppenhof, nachdem ab Mitte der 1980er Jahre bis 1993 noch Museumszüge eines „Vereins zur Erhaltung historischen Eisenbahnmaterials“ verkehrt waren.
1965 wurde in Ried eine zentrale Wasserversorgung mit einem Tiefbrunnen und einem Hochbehälter von einhundert Kubikmetern in Betrieb genommen und der Groppenhof daran angeschlossen. Der Tiefbrunnen wurde 1985 stillgelegt, die Wasserversorgung geschieht seitdem von Dollnstein aus.
Die Gemeinde Haunsfeld wurde im Zuge der Gebietsreform in Bayern am 1. Januar 1971 aufgelöst; Haunsfeld kam zum Markt Mörnsheim, Ried und Groppenhof wurden zu diesem Datum in den Markt Dollnstein eingemeindet. Die Flur wurde in den 1970er Jahren bereinigt. 1972/73 wurde 500 m nördlich der „Rieder Weiher“ als Angel- und Badeweiher angelegt.
2007 vernichtete ein Großfeuer den Stall des Groppenhofes, wobei der Viehbestand von 40 Rindern in Sicherheit gebracht werden konnte.

## Einwohnerzahl
- 1875: 11[12]

- 1900: 9[13]

- 1937: 7[14]

- 1950: 14[15]

- 1987: 5 (1 Wohngebäude, 2 Wohnungen)[16]